# 代格
代格，是匈牙利费耶尔州所辖的一个村。总面积46.86平方公里，总人口2096，人口密度44.7人/平方公里（2011年1月1日）。